# Specchia
Specchia – miejscowość i gmina we Włoszech, w regionie Apulia, w prowincji Lecce.
Według danych na rok 2004 gminę zamieszkiwało 4937 osób, 205,7 os./km².

## Miasta partnerskie
- Busko-Zdrój
- Szigetszentmiklós